# Liminalidad

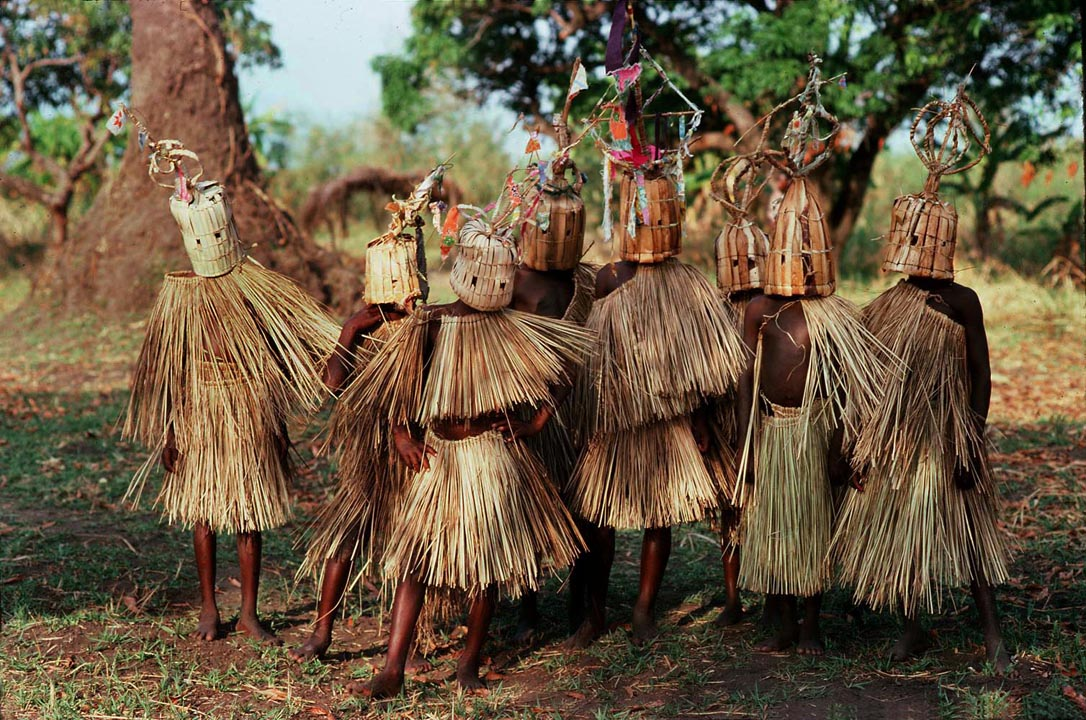
Un ritual de iniciación de niños en Malaui. El ritual marca el paso de niño a hombre adulto, una etapa liminal en el contexto de sus vidas.

La liminalidad o liminaridad (del latín limes, "límite", "frontera" o "umbral") significa no estar en un sitio (físico o mental) ni en otro. Es estar en un umbral, entre una cosa que se ha ido y otra que está por llegar. La enfermedad, la adolescencia, el duermevela o la locura transitoria son estados liminales, como también lo son los viajes, ya sean por placer o por necesidad. 
También puede haber lugares liminales, como un aeropuerto o una cárcel, y también pueden ser sucesos personales o grupales.

## Conceptualización
El concepto de liminalidad es una noción desarrollada en el libro Ritos de paso, de Arnold Van Gennep, tomada posteriormente por Victor Turner, y que alude al estado de apertura y ambigüedad que caracteriza a la fase intermedia de un espacio-tiempo tripartito (compuesto de una fase preliminal o previa, una fase liminal o intermedia y otra fase posliminal o posterior). La liminalidad se relaciona directamente con la communitas, puesto que se trata de una manifestación anti-estructura y anti-jerarquía de la sociedad, es decir, de una situación en donde una comunión "espiritual" genérica entre los sujetos sociales sobrepasaría las especificidades de una estratificación. Se trata, por consiguiente, del momento donde las distintividades triviales quedan suspendidas, lo que precisamente permite "el paso" entre una condición social y otra.
Para Joseph Campbell, los Ritos de Paso tales como el nacimiento, el bautismo (ser nombrado), la pubertad, el matrimonio y/o los enterramientos, ocupan un lugar prominente en las sociedades; pues el individuo se ve sometido a ejercicios formales y usualmente muy severos de separación a través de los cuales su mente es separada completamente de las actitudes, apegos y comportamientos pertenecientes a la fase que deja atrás.

## Espacios liminales
Los espacios liminales son objeto de una estética de Internet que retrata lugares vacíos o abandonados que parecen inquietantes, desolados y, a menudo, surrealistas. Perteneciente al concepto de liminalidad, los espacios liminales pueden ser lugares de transición, como pasillos o áreas de descanso, pero también lugares con un atractivo nostálgico, como parques infantiles y casas vacías. En general, las imágenes del espacio liminal representan lugares anormalmente vacíos y oníricos.
La investigación del Journal of Environmental Psychology ha indicado que los espacios liminales pueden parecer espeluznantes o extraños porque caen en un valle inquietante de arquitectura y lugares físicos. Un artículo de Pulse: the Journal of Science and Culture ha atribuido esta inquietud a lugares familiares que carecen de su contexto observado habitualmente.